# فیلیپو آنتونلی
فیلیپو آنتونلی (انگلیسی: Filippo Antonelli؛ زادهٔ ۱۳ ژوئیهٔ ۱۹۷۸) بازیکن فوتبال اهل ایتالیا است.
از باشگاه‌هایی که در آن بازی کرده‌است می‌توان به باشگاه فوتبال کوزنتسا کالچو، باشگاه فوتبال آسکولی، باشگاه فوتبال تورینو، باشگاه فوتبال مسینا، باشگاه فوتبال کیه‌وو ورونا، باشگاه فوتبال ارورا پرو پاتریا ۱۹۱۹، باشگاه فوتبال باری، باشگاه فوتبال مونتسا، باشگاه فوتبال تریستیانا، باشگاه فوتبال آ. ث. لومتزانه، باشگاه فوتبال رجانا، و باشگاه فوتبال دلفینو پسکارا اشاره کرد.